# Vaginularia
Vaginularia,  biljni rod iz porodice bujadovki (Pteridaceae). Postoji šest priznatih vrsta iz tropske Azije, južne Kine, Pacifika i Australije
Rod je smješten u potporodicu Vittarioideae.

## Vrste
1. Vaginularia acrocarpa Holttum
2. Vaginularia emarginata (Brause) Goebel
3. Vaginularia junghuhnii Mett.
4. Vaginularia paradoxa (Fée) Mett.
5. Vaginularia subfalcata (Hook.) C.Chr.
6. Vaginularia trichoidea Fée